# Marian Schäfer
Marian Schäfer (* 1993 in Stuttgart) ist ein deutscher Schauspieler.
Er absolvierte eine klassische Schauspielausbildung am Michael Tschechow Studio Berlin. Er wirkte in diversen TV- und Theaterproduktionen mit. In der Spielzeit 2019/20 übernahm er die Rolle des Prinzen in Martina van Boxens Inszenierung von Cinderella am Staatstheater Kassel. 2019 war er in Bernd Böhlichs Filmkomödie Krauses Hoffnung an der Seite von Horst Krause zu sehen. Neben seiner Arbeit als Schauspieler studiert er Bildende Kunst an der Kunsthochschule Burg Giebichenstein in Halle.